# Siegerländer Heimatkalender
Der Siegerländer Heimatkalender ist ein Jahreskalender, der seit 1920 vom Siegerländer Heimat- und Geschichtsverein e. V. herausgegeben und im Siegener Verlag Vorländer gedruckt wird. 
Der Kalender enthält ein Kalendarium und wird illustriert durch regionale Fotoaufnahmen des Siegerlandes. In jeder Ausgabe des Heimatkalenders wird der Verstorbenen gedacht und in der Siegerländer Chronik an wichtige Ereignisse des vergangenen Jahres erinnert.
2017 übernahm Gunhild Müller-Zimmermann mit der Ausgabe Nummer 93 die Redaktion von Alexander Wollschläger, der 26 Jahre lang für den Kalender verantwortlich war. 
Begründer des Siegerländer Heimatkalenders war 1920 der westfälische Heimatforscher, Lehrer und spätere Direktor des Museums des Siegerlandes und des Stadtarchiv Siegen, Hans Kruse (1882–1941). Er war ein Nachfahre der bekannten Siegerländer Beamten- und Theologenfamilie Achenbach. Der Siegener Schriftsteller und Heimatdichter Adolf Wurmbach war von 1931 bis zur kriegsbedingten Einstellung des Erscheinens 1943 und von 1951 bis 1967 verantwortlicher Redakteur und Schriftleiter des Siegerländer Heimatkalenders („Kalendermann“).